# Vereinbarung
Eine Vereinbarung ist eine bindende Verabredung. Das zugrundeliegende Verb vereinbaren ist in der Bedeutung „eines Sinnes werden“ im Deutschen seit dem 14. Jahrhundert belegt (mittelhochdeutsch vereinbæren zu mhd. einbære ‚einhellig‘, ‚einträchtig‘). Sie wird freiwillig geschlossen.
Eine Vereinbarung, eine Übereinkunft, ein Übereinkommen, eine Abmachung kann in der Form eines Vertrages fixiert sein. Eng verwandt ist auch der Begriff des Abkommens.
Besondere Vereinbarungen:
- Betriebsvereinbarung: ein Vertrag zwischen Arbeitgeber und Betriebsrat
- Dienstvereinbarung: im öffentlichen Dienst ein Vertrag zwischen der Dienststellenleitung und dem Personalrat
- Eingliederungsvereinbarung: ein Verwaltungsakt im Bereich der Grundsicherung für Arbeitssuchende
- Freie Vereinbarung: ein Organisationsprinzip des Anarchismus
- Zielvereinbarung: ein betriebswirtschaftlicher Begriff aus der Unternehmensführung
- Art. 15a B-VG-Vereinbarung: Vereinbarung zwischen Bund und Ländern über ihren Wirkungsbereich (Österreich)
- Konvention
- Völkerrechtlicher Vertrag

## Österreich
Auch in Österreich beinhalten verschiedene Rechtsbegriffe das Wort Vereinbarung, unter anderem:
- Betriebsvereinbarung: im Arbeitsrecht ein Vertrag zwischen Arbeitgeber und Betriebsrat;
- Art. 15a-Vereinbarung: eine Vereinbarung zwischen Bund und Ländern oder zwischen den Ländern untereinander.